# Адміністративний устрій Радивилівського району

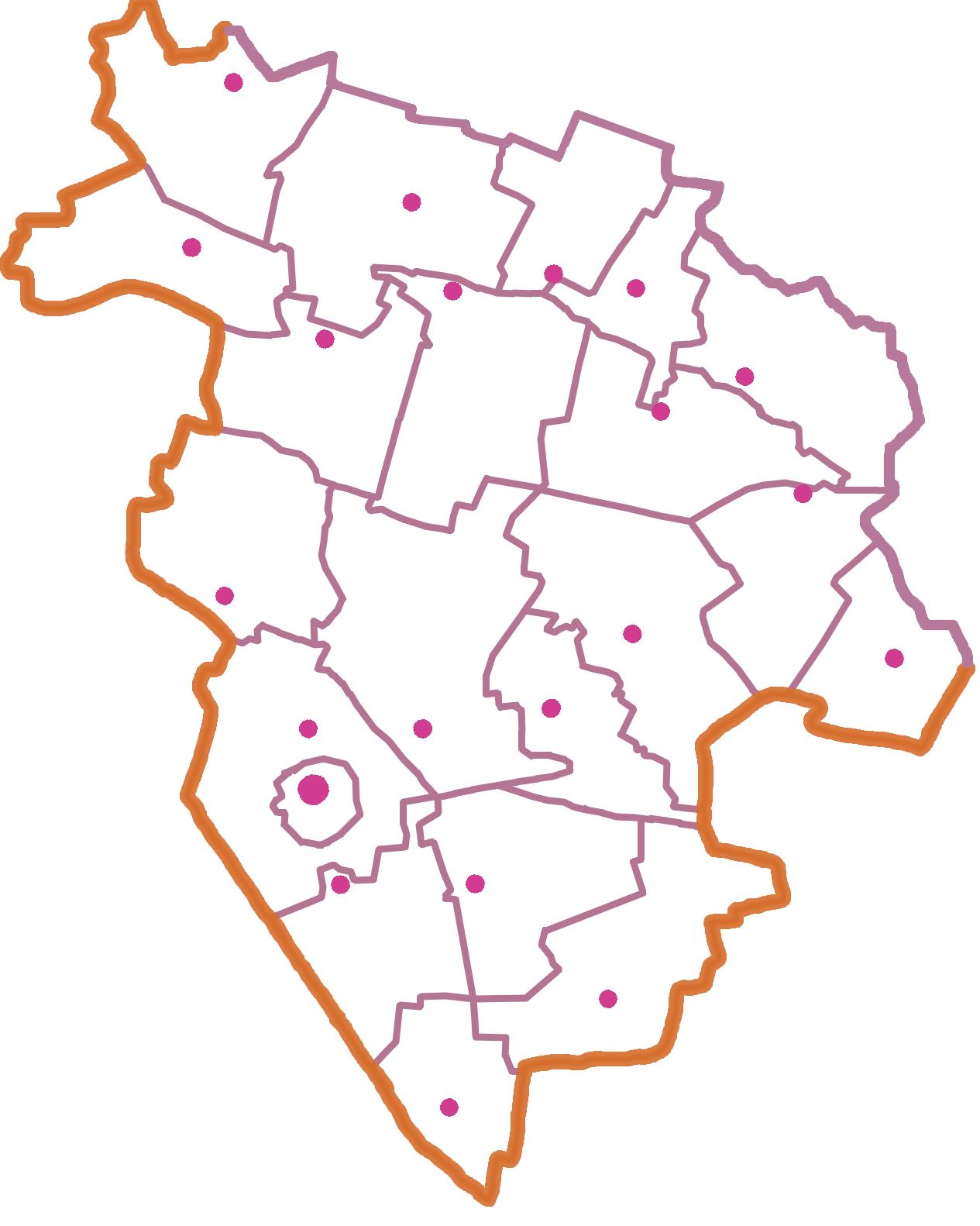
Адміністративний устрій Радивилівського району

Адміністративний устрій Радивилівського району — адміністративно-територіальний поділ Радивилівського району Рівненської області на 1 міську та 2 сільські об'єднані територіальні громади і 6 сільських рад, які об'єднують 73 населені пункти та підпорядковані Радивилівській районній раді. Адміністративний центр — місто Радивилів.

## Список громад Радивилівського району
- Демидівська селищна громада[1]

| № | Назва                        | Центр        | Населені пункти | Площа км² | Місце за площею | Населення (2015), осіб | Місце за населенням |
| - | ---------------------------- | ------------ | --- | --------- | --------------- | ---------------------- | ------------------- |
| 1 | Козинська сільська громада   | с. Козин     | с. Березини с. Білогорівка с. Бригадирівка c. Гай c. Гранівка c. Гусари c. Добривода c. Дубини с. Зарічне c. Іванівка c. Іващуки c. Козин с. Курсики с. Нова Пляшева с. Пасіки с. Підвисоке c. Пустоіванне с. Радихівщина c. Рудня c. Савчуки с. Середнє с. Станіслави |           |                 |                        |                     |
| 2 | Крупецька сільська громада   | c. Крупець   | c. Баранне c. Боратин c. Гайки c. Гайки-Ситенські c. Гнильче с. Гоноратка с. Довгалівка c. Заміщина c. Засув c. Карпилівка c. Коти c. Крупець c. Михайлівка c. Ситне c. Срібне c. Табачуки                                                                             |           |                 |                        |                     |
| 3 | Радивилівська міська громада | м. Радивилів | c. Адамівка c. Батьків с. Башарівка c. Гаї-Лев'ятинські c. Дружба c. Казмірі c. Копані c. Круки c. Малі Гайки c. Немирівка c. Новоукраїнське с. Перенятин c. Підзамче c. Підлипки с. Приски м. Радивилів с. Старики c. Стоянівка                                       |           |                 |                        |                     |

## Список радРадивилівського району
| № | Назва                       | Центр        | Населені пункти                              | Площа км² | Населення (2001), чол. |
| - | --------------------------- | ------------ | -------------------------------------------- | --------- | ---------------------- |
| 1 | Бугаївська сільська рада    | c. Бугаївка  | c. Бугаївка c. Балки с. Лев'ятин с. Опарипси |           |                        |
| 2 | Рідківська сільська рада    | c. Рідків    | c. Рідків c. Митниця c. Нова Митниця         |           |                        |
| 3 | Сестрятинська сільська рада | c. Сестрятин | c. Сестрятин c. Безодня                      |           |                        |
| 4 | Теслугівська сільська рада  | c. Теслугів  | c. Теслугів c. Коритне c. Пляшівка           |           |                        |
| 5 | Хотинська сільська рада     | c. Хотин     | c. Хотин c. Веселе c. Полуничне              |           |                        |

* Примітки: м. — місто, смт — селище міського типу, с. — село